# Vanda Kiszli
Vanda Kiszli (Szekszárd, 27 de diciembre de 1993) es una deportista húngara que compite en piragüismo en la modalidad de maratón; nueve veces campeona mundial y once veces campeona europea.
Ganó quince medallas en el Campeonato Mundial de Piragüismo en Maratón entre los años 2012 y 2024, y dieciocho medallas en el Campeonato Europeo de Piragüismo en Maratón entre los años 2013 y 2025.
Además, consiguió cuatro medallas en los Juegos Mundiales, en los años 2022 y 2025.

## Palmarés internacional
| \| Campeonato Mundial \| Campeonato Mundial \| Campeonato Mundial \| Campeonato Mundial \| \| Año \| Lugar \| Medalla \| Competición \| \| ------------------ \| ---------------------------- \| ------------------ \| ------------------ \| \| 2012 \| Roma (Italia) \| Medalla de bronce \| K2 \| \| 2016 \| Brandeburgo (Alemania) \| Medalla de plata \| K1 \| \| 2017 \| Pietermaritzburg (Sudáfrica) \| Medalla de oro \| K2 \| \| 2017 \| Pietermaritzburg (Sudáfrica) \| Medalla de plata \| K1 \| \| 2018 \| Vila Verde (Portugal) \| Medalla de oro \| K1 \| \| 2019 \| Shaoxing (China) \| Medalla de oro \| K1 \| \| 2019 \| Shaoxing (China) \| Medalla de oro \| K1 (DC) \| \| 2021 \| Pitești (Rumania) \| Medalla de oro \| K1 \| \| 2021 \| Pitești (Rumania) \| Medalla de oro \| K1 (DC) \| \| 2022 \| Ponte de Lima (Portugal) \| Medalla de oro \| K1 \| \| 2023 \| Vejen (Dinamarca) \| Medalla de oro \| K1 \| \| 2023 \| Vejen (Dinamarca) \| Medalla de oro \| K2 \| \| 2023 \| Vejen (Dinamarca) \| Medalla de plata \| K1 (DC) \| \| 2024 \| Metković (Croacia) \| Medalla de plata \| K1 \| \| 2024 \| Metković (Croacia) \| Medalla de bronce \| K1 (DC) \| \| Campeonato Europeo \| \| \| \| \| Año \| Lugar \| Medalla \| Competición \| \| 2013 \| Vila Verde (Portugal) \| Medalla de bronce \| K2 \| \| 2016 \| Pontevedra (España) \| Medalla de plata \| K1 \| \| 2017 \| Ponte de Lima (Portugal) \| Medalla de bronce \| K1 \| \| 2018 \| Metković (Croacia) \| Medalla de oro \| K2 \| \| 2019 \| Decize (Francia) \| Medalla de oro \| K1 \| \| 2021 \| Moscú (Rusia) \| Medalla de oro \| K1 \| \| 2021 \| Moscú (Rusia) \| Medalla de plata \| K1 (DC) \| \| 2022 \| Silkeborg (Dinamarca) \| Medalla de oro \| K1 \| \| 2022 \| Silkeborg (Dinamarca) \| Medalla de oro \| K1 (DC) \| \| 2023 \| Slavonski Brod (Croacia) \| Medalla de oro \| K1 \| \| 2023 \| Slavonski Brod (Croacia) \| Medalla de oro \| K1 (DC) \| \| 2024 \| Poznań (Polonia) \| Medalla de oro \| K1 \| \| 2024 \| Poznań (Polonia) \| Medalla de oro \| K1 (DC) \| \| 2024 \| Poznań (Polonia) \| Medalla de plata \| K2 \| \| 2025 \| Ponte de Lima (Portugal) \| Medalla de oro \| K1 (DC) \| \| 2025 \| Ponte de Lima (Portugal) \| Medalla de oro \| K2 \| \| 2025 \| Ponte de Lima (Portugal) \| Medalla de plata \| K1 \| |                              |                   |             |
| Campeonato Mundial |                              |                   |             |
| Año | Lugar                        | Medalla           | Competición |
| 2012 | Roma (Italia)                | Medalla de bronce | K2          |
| 2016 | Brandeburgo (Alemania)       | Medalla de plata  | K1          |
| 2017 | Pietermaritzburg (Sudáfrica) | Medalla de oro    | K2          |
| 2017 | Pietermaritzburg (Sudáfrica) | Medalla de plata  | K1          |
| 2018 | Vila Verde (Portugal)        | Medalla de oro    | K1          |
| 2019 | Shaoxing (China)             | Medalla de oro    | K1          |
| 2019 | Shaoxing (China)             | Medalla de oro    | K1 (DC)     |
| 2021 | Pitești (Rumania)            | Medalla de oro    | K1          |
| 2021 | Pitești (Rumania)            | Medalla de oro    | K1 (DC)     |
| 2022 | Ponte de Lima (Portugal)     | Medalla de oro    | K1          |
| 2023 | Vejen (Dinamarca)            | Medalla de oro    | K1          |
| 2023 | Vejen (Dinamarca)            | Medalla de oro    | K2          |
| 2023 | Vejen (Dinamarca)            | Medalla de plata  | K1 (DC)     |
| 2024 | Metković (Croacia)           | Medalla de plata  | K1          |
| 2024 | Metković (Croacia)           | Medalla de bronce | K1 (DC)     |
| Campeonato Europeo |                              |                   |             |
| Año | Lugar                        | Medalla           | Competición |
| 2013 | Vila Verde (Portugal)        | Medalla de bronce | K2          |
| 2016 | Pontevedra (España)          | Medalla de plata  | K1          |
| 2017 | Ponte de Lima (Portugal)     | Medalla de bronce | K1          |
| 2018 | Metković (Croacia)           | Medalla de oro    | K2          |
| 2019 | Decize (Francia)             | Medalla de oro    | K1          |
| 2021 | Moscú (Rusia)                | Medalla de oro    | K1          |
| 2021 | Moscú (Rusia)                | Medalla de plata  | K1 (DC)     |
| 2022 | Silkeborg (Dinamarca)        | Medalla de oro    | K1          |
| 2022 | Silkeborg (Dinamarca)        | Medalla de oro    | K1 (DC)     |
| 2023 | Slavonski Brod (Croacia)     | Medalla de oro    | K1          |
| 2023 | Slavonski Brod (Croacia)     | Medalla de oro    | K1 (DC)     |
| 2024 | Poznań (Polonia)             | Medalla de oro    | K1          |
| 2024 | Poznań (Polonia)             | Medalla de oro    | K1 (DC)     |
| 2024 | Poznań (Polonia)             | Medalla de plata  | K2          |
| 2025 | Ponte de Lima (Portugal)     | Medalla de oro    | K1 (DC)     |
| 2025 | Ponte de Lima (Portugal)     | Medalla de oro    | K2          |
| 2025 | Ponte de Lima (Portugal)     | Medalla de plata  | K1          |